# Сепаратизм в Казахстане

## В XX веке
В декабре 1917 года на съезде мусульман Казахстана и Южного Урала в Оренбурге было принято решение о создании Алашской автономии во главе с лидерами партии «Алаш». Была надежда, что Учредительное собрание утвердит конституцию автономии. Лидер «Алаша» Алихан Букейханов отрицал наличие сепаратистских стремлений и выразил единство с «великой демократической Федеративной Россией». В 1920 году Алашская автономия была ликвидирована большевиками, а в 1930-е годы все бывшие алаш-ордынцы подверглись массовым репрессиям.
Каждая республика Советского Союза имела свою титульную нацию, представители которой считали территорию своей республики «исконно» им принадлежащей, а остальные народы считались «пришлыми». По Конституции СССР 1977 года, любая из республик могла выйти из состава СССР, правда механизм достижения этого прописан не был.
В советский период многие среднеазиатские уйгуры участвовали в борьбе за отделение Синьцзяна от Китая. В это же время был поднят вопрос о предоставлении автономии для Уйгурского района и некоторых прилегающих к нему районов Талды-Курганской и Алма-Атинской областей. В 1980-е годы уйгурские националисты вновь заговорили об автономии для Уйгурского района и об его переходе в прямое подчинение Москве.

## В современном Казахстане
Казахстан занимает 118-е место из 179 стран в Индексе уязвимости в мире за 2022 год, что означает, что страна считается стабильной. Рейтинг недееспособности государств — это индекс, призванный оценить неспособность властей контролировать целостность территории, а также демографическую, политическую и экономическую ситуацию в стране.
Власти Республики Казахстан считают сепаратизм «опасным явлением» и всецело помогают другим странам в борьбе с сепаратистскими движениями. Например, в 1993 году Казахстан и Китайская Народная Республика в двухстороннем порядке обязались не поддерживать сепаратизм. Сепаратизм, наряду с терроризмом и экстремизмом, причислен к числу так называемых «трёх зол». По словам Камалбая Марданова (бывш. консультант Парламента РК), сепаратизм в Казахстане «не имеет под собой никаких оснований» по той причине, что границы этой страны не расширялись за счёт территорий других государств. Ему вторит демограф Макаш Татимов, который констатирует «малую вероятность для фундаментализма и сепаратизма» из-за того, что все диаспоры Казахстана являются «насильственно депортированными не только в годы колонизации, но и в годы советского тоталитаризма».
В 1995 году власть в Казахстане подверглась полной централизации и с тех пор открытого политического сепаратизма в стране не наблюдается. Сдерживанию отделенческих настроений способствует унитарность страны — призыв к сепаратизму в Казахстане наказывается по закону.
В 1995 году в стране была создана Ассамблея народа Казахстана, которая играет важную роль в формировании уникальной модели общественного единства. Она объединяет представителей 130 этнических групп.
После аннексии Крыма Россией в 2014 году, казахстанские власти быстро отреагировали на это и ужесточили наказание за сепаратизм. Если до этого были наказуемы только призывы к насильственному изменению территории страны (статья 170 УК РК), то теперь к уголовной ответственности могли быть привлечены и мирные агитаторы сепаратизма.

### Этнический сепаратизм
Последняя перепись населения Казахстана (2021) показала, что этнический состав казахстанского общества составляет примерно 70% казахов. Другие группы включают русских, украинцев, узбеков, немцев, татар, чеченцев, ингушей, уйгуров, корейцев и турок. Ассамблея народа Казахстана обеспечила, что, несмотря на значительное этническое разнообразие, Казахстан наслаждается социально-политической стабильностью с момента обретения независимости в 1991 году. Казахстанские официальные лица и их критики обычно едины против любой угрозы суверенитету страны, проявляя нулевую терпимость к тем, кто пытается ее разделить. Любые призывы к сепаратизму непопулярны и кратковременны.
Выступая на 32-й сессии Ассамблеи народа Казахстана в апреле 2023 года, президент Касым-Жомарт Токаев подчеркнул фундаментальную важность межэтнического согласия и единства в Казахстане, заявив, что «тесное переплетение традиций, межэтническая и межконфессиональная гармония, толерантность к другим культурам — наше бесценное достояние». Президент Токаев отметил, что необходимо предотвращать любые провокации, направленные на подрыв единства и гармонии Казахстана. Он сказал: «Мы, как ответственные граждане, должны противостоять любым проявлениям радикализма, экстремизма и сепаратизма», добавив, что «каждый гражданин нашей страны должен осознавать ответственность за свои слова и поступки».

#### Русский сепаратизм

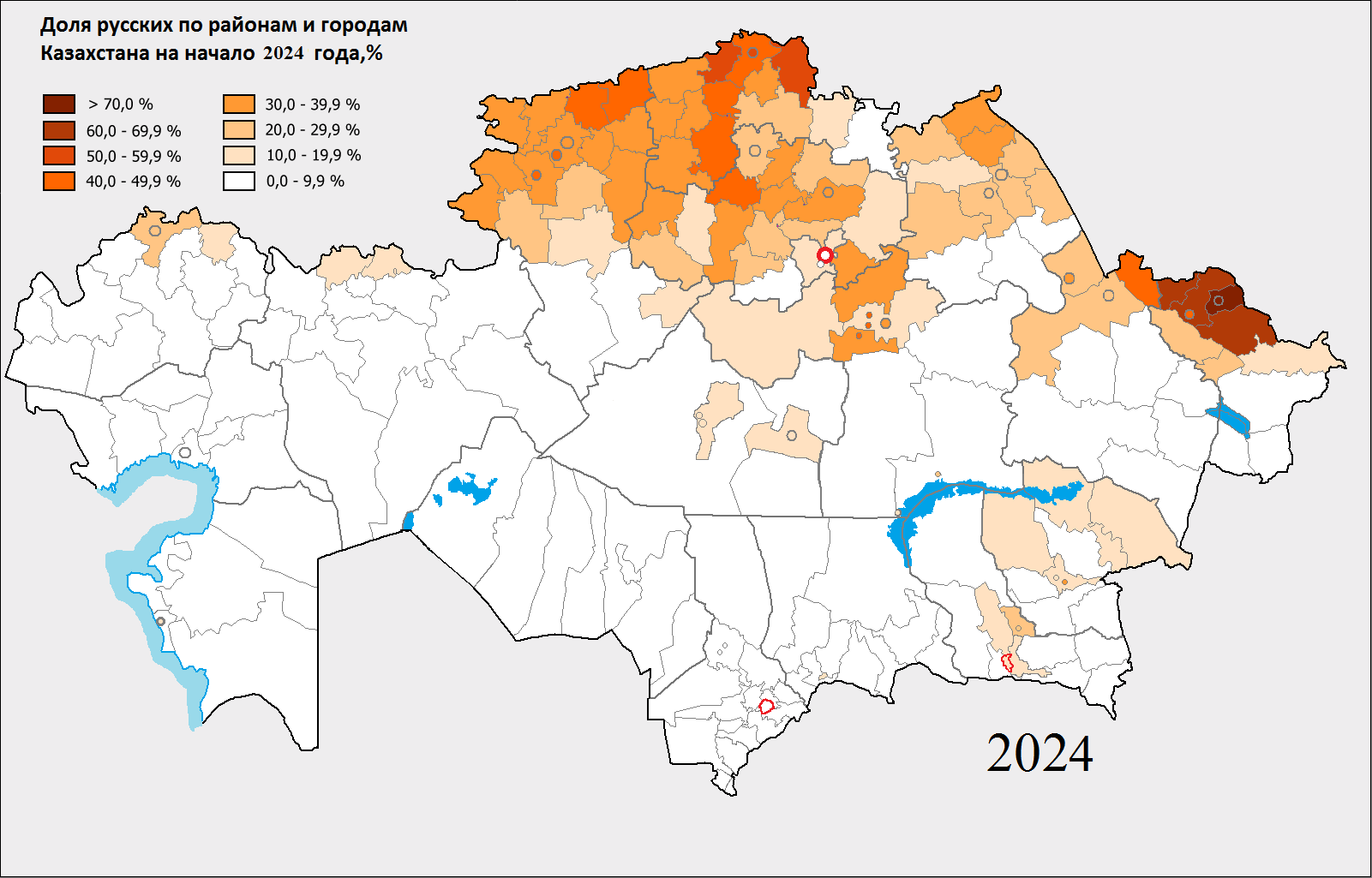
Доля русского населения по районам и городам областного и республиканского подчинения Казахстана на начало 2024 года

##### 1990-е годы
В 1990-х годах в Казахстане существовали казачьи группы, которые открыто говорили о выделении своих территорий и присоединении к России. Примерно треть населения Казахстана в то время составляли русские/славяне, и большинство из них проживало в северных регионах, близких к российской границе. Житель Москвы Виктор Казимирчук был арестован и осужден в Казахстане в 2000 году за руководство русской сепаратистской группой в конце 1990-х годов.
В 1990 году в Уральске обострились отношения между местными казаками и казахскими националистами. 27 августа в центре города казаки устроили митинг, где была принята резолюция с требованием признать недействительной передачу Уральской области Казахстану в 1920 году. Организаторы митинга были оштрафованы, но казаки не перестали выдвигать свои требования. 4 сентября того же года Уральский городской совет объявил русский язык местным официальным языком.
15—16 сентября 1991 года в городе собирались отметить 400-летие служения Уральского казачества Российскому государству, на праздник были приглашены гости из различных регионов России, но по городу шли слухи, что уральские казаки хотели присоединить город в состав России. К тому же раньше уже проводились подобные попытки. Это вызвало возмущение среди казахских патриотов. К намеченной дате в город собрались активисты движения «Азат» со всей страны, также прибыли представители от всех казачьих войск (300—500 человек). Около 4 тыс. казаков-рабочих собрались на заводе «Зенит» и были готовы дать отпор «азатовцам». Когда в день празднования казаки собрались в Доме культуры, около 10 тыс. митингующих казахов прорвались к зданию. По утверждению одного из лидеров «Азата» Жасарала Куанышалина, речь атамана Александра Мартынова сводилась к тому, что «эта политая кровью казаков земля должна принадлежать России» (сами казаки отрицают сведения о сепаратистских лозунгах на том собрании). Опасаясь столкновения с «азатовцами», казаки и прочие гости праздника были вынуждены покинуть Дом культуры через пожарный выход, но некоторые из казаков всё же пострадали от рук разъярённой толпы.
В 1994 году около 10 тыс. человек вышли на митинг в Усть-Каменогорске, организованный местным обществом славянской культуры, с требованием создать русскую автономию в Восточном Казахстане, придать русскому языку статус государственного языка и ввести двойное гражданство. Косвенной реакцией на это стал президентский указ «О мерах по упорядочению деятельности свободных экономических зон», в котором было отменено постановление о создании Восточно-Казахстанской и прочих свободных экономических зон. Это упразднило экономическую почву для проявления сепаратизма.
В этот период со стороны отдельных представителей казачества прозвучали заявления о «готовности применить силу». Выступления активистов казачьего движения в ноябре-декабре 1994 года обострили ситуацию в Алма-Ате и Восточном Казахстане. В декабре того же года была приостановлена деятельность «Общества содействия казакам Семиречья». Обострение отношения казаков с казахстанскими властями в конечном счёте привело к аресту атамана семиреченских казаков Николая Гунькина осенью 1995 года.
Весной 1996 года лидеры «Кокчетавского отдела Сибирского казачьего войска» братья Юрий и Виктор Антошко попытались организовать восстание в Кокшетауской области, чтобы затем создать «государство» по типу Приднестровья или Абхазии. Виктор Антошко выезжал в города России с целью вербовки сторонников, которые стали бы ударной силой будущего восстания. Российскими и казахстанскими спецслужбами были предприняты соответствующие меры и планы бунтовщиков потерпели крах.
Столицей русского сепаратизма считается именно Усть-Каменогорск, где в конце 1990-х годов была предпринята попытка создать государство «Русская земля». В конце ноября 1999 года была задержана группа из 22 человек, 12 из которых оказались гражданами России. Они были обвинены в подготовке к «вооружённому захвату местной администрации и восстания среди русского населения». Впрочем, лидер бунтовщиков Виктор Казимирчук (по происхождению — поляк) по прозвищу «Пугачёв» утверждает, что в подготовке восстания не участвовал, а пал жертвой заговора спецслужб.
Для того, чтобы пресечь русский сепаратизм в северных регионах Казахстана, в 1994—1997 годах прошёл процесс слияния областей с преимущественно русским населением с соседними областями, в которых преобладали казахи. Семипалатинская область с 54 % казахского населения была объединена с Восточно-Казахстанской областью с 67 % славянского населения, Джезказганская область с 49 % казахского населения была объединена с Карагандинской областью с 63 % славянского населения. Кокчетавская область была разделена между Акмолинской и Северо-Казахстанскими областями, Костанайская область была увеличена за счёт Тургайской области. Решение о переносе столицы Казахстана из южной Алма-Аты в северную Акмолу было продиктовано необходимостью закрепиться в северных регионах. Кроме того, в эти области были направлены казахские репатрианты-оралманы, которые стали возвращаться на историческую родину после обретения независимости.

##### После аннексии Крыма  Россией
По словам директора Центра актуальных исследований «Альтернатива» Андрея Чеботарёва, в 1990-е годы некоторую активность проявляли движения «Лад» и «Русская община», а также казаки, однако на данный момент русское население севера и северо-востока Казахстана в большинстве своём остаётся лояльным, а русские организации носят культурно-просветительский характер. Отсутствие политических акций или протестов со стороны русского меньшинства объясняется соблюдением их политических прав. Даже если в прошлом имели место проявления сепаратизма среди русских, в настоящее время они сводятся на нет благодаря политике толерантности и открытости в стране. Русский язык по прежнему доминирует в Казахстане, хоть и не имеет статуса государственного языка, а православное Рождество является выходным днём.
Тем не менее, Александр Чеботарёв отмечает, что «ситуация на Украине ужесточила оценки со стороны национально-патриотических сил с точки зрения того, насколько русскоязычное население лояльно казахстанской государственности». Отсутствие поддержки идей о «русском мире» со стороны России объясняется в целом пророссийской политикой Астаны. Россию и Казахстан объединяет членство в таких организациях, как СНГ, ОДКБ, ШОС и ЕАЭС. Сохранение позитивных российско-казахстанских отношений объясняется желанием России быть энергетической сверхдержавой.
В 2014 году были закрыты две группы в социальной сети «ВКонтакте», где выходцы с северо-востока Казахстана общались с российскими национал-патриотами. В 2015 году за оскорбление представителей титульной нации и высказывания о возможном референдуме в пользу вхождения некоторых регионов страны в состав России была осуждена алматинка Татьяна Шевцова-Валова, казах Ермек Тайчибеков, ратовавший за вхождение Казахстана в состав РФ, был помещён в психиатрическую больницу; по обвинению в сепаратизме был арестован житель города Риддер Игорь Сычёв. В группе «Подслушано в Риддере» во «ВКонтакте», администратором которой являлся Сычёв, была опубликована запись с голосованием «за» или «против» по вопросу аннексии Крыма Россией (большинство проголосовало за первый вариант). Несмотря на то, что обвиняемый не имел отношения к созданию данного голосования (оно было предложено другим пользователем), а сама запись была удалена после предъявления претензий, он был осуждён на 5 лет лишения свободы.
В 1990-х годах в Казахстане существовали казачьи группы, которые открыто говорили о выделении своих территорий и присоединении к России. Примерно треть населения Казахстана в то время составляли русские/славяне, и большинство из них проживало в северных регионах, близких к российской границе. Житель Москвы Виктор Казимирчук был арестован и осужден в Казахстане в 2000 году за руководство русской сепаратистской группой в конце 1990-х годов.
Казахстан сейчас намного более процветающая страна, чем в 1990-х и начале 2000-х годов, и многие русские, которые остались в стране, гораздо более интегрированы в казахстанское общество.
Сегодня, после российского вторжения в Украину, многовекторная внешняя политика Казахстана, сформулированная три десятилетия назад, помогает центральноазиатскому государству ориентироваться в текущей напряженной и непредсказуемой глобальной ситуации. Страна балансирует свои отношения с Китаем, Россией, ЕС, США и соседями в Центральной Азии.
Территориальная целостность Казахстана сильно поддерживается ведущими мировыми державами, включая Китай, США и Турцию. Председатель КНР Си Цзиньпин сделал твердое заявление в поддержку территориальной целостности Казахстана во время своего трехдневного визита в Центральную Азию в сентябре 2022 года, заявив: «Независимо от того, как изменится международная ситуация, мы будем продолжать нашу сильную поддержку Казахстана в защите его независимости, суверенитета и территориальной целостности». Президент Турции Реджеп Тайип Эрдоган также заявил в октябре 2022 года, что «Анкара продолжит поддерживать территориальную целостность, стабильность и мир в Казахстане». Государственный секретарь США Энтони Блинкен пообещал поддержку независимости, суверенитета и территориальной целостности Казахстана во время своего первого визита в Центральную Азию в феврале 2023 года.

#### Уйгурский сепаратизм

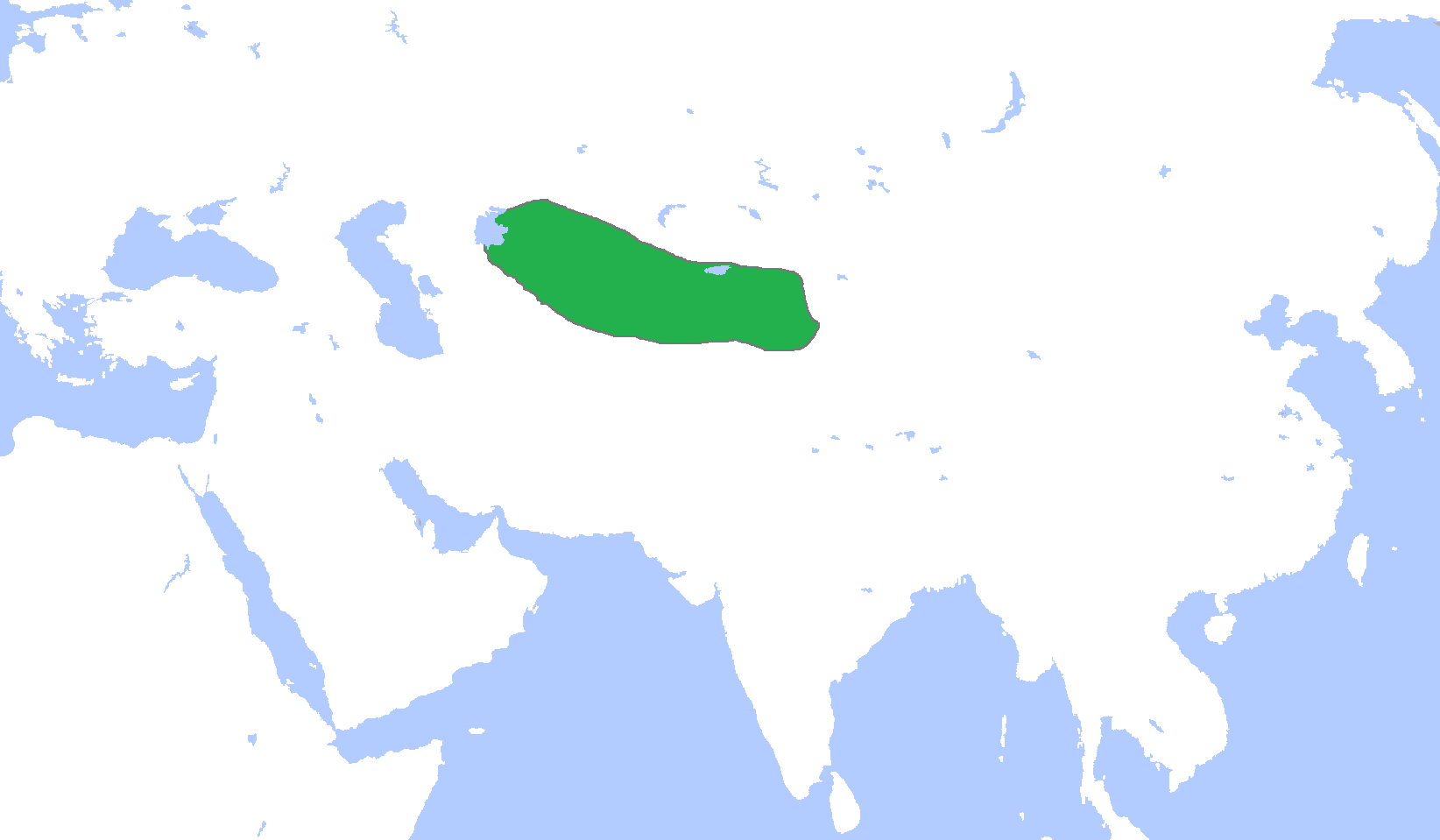
Караханиды (1000 год)

Существовавшее в X—XII веках государство Караханидов, в котором, по мнению некоторых исследователей, доминировали уйгуры, включало в себя территории нескольких современных государств: Казахстана, Киргизии, Узбекистана и Синьцзян-Уйгурского автономного района (СУАР) КНР. Современные уйгурские националисты хотят создать собственное государство в Синьцзяне, а наиболее радикальные из них желают видеть в составе государства все земли, бывшие под властью Караханидов, в том числе Семиречье и Ферганскую долину. Притязания уйгуров на весь Синьцзян и территории близлежащих стран вызывают недовольство не только у среднеазиатских государств, но и у других народов СУАР, которые также имеют исторические права на земли Синьцзяна.
Наиболее многочисленная на сегодня диаспора уйгуров в мире проживает в Казахстане (около 247 тыс. человек). Уйгуры являются одним из национальных меньшинств Казахстана, которые не имеют собственного этнического государства. В советский период выдвижение сепаратистских требований было нехарактерным явлением для уйгуров (за исключением вопроса об автономии для Уйгурского района), а их связи с уйгурами Китая были минимальными, но после обретения независимости Казахстаном они стали отождествлять своё положение с положением сородичей в Китае.
В 2002 году группой уйгурских активистов во главе с Кахарманом Кожамбердиевым была выдвинута инициатива о создании «Народной партии „Уйгурстан“», среди целей которой было достижение суверенитета Уйгурстана и объединение всех этнических уйгур. Впрочем, инициатива не получила широкой поддержки среди уйгурской диаспоры Казахстана и партия так и не была создана. В 2004—2006 годах организации «Исламская партия Восточного Туркестана» и «Организация освобождения Восточного Туркестана» были признаны террористическими и запрещены на территории страны. Основной задачей уйгурских исламистов в Средней Азии является обложение данью уйгурской диаспоры для помощи борцам с китайской властью в СУАР.

#### Узбекский сепаратизм
Узбеки составляют значительную долю населения Южно-Казахстанской области (около 17 %). Сайрамский и Туркестанский районы ЮКО являются традиционными регионами проживания оседлого узбекского населения. Узбекистан претендует на некоторые районы ЮКО, которые были переданы Узбекской ССР во времена Хрущёва, а затем были возвращены обратно. В некоторых крупных сёлах узбеки составляют до 95 % жителей. Впрочем, иногда провести отчётливую «границу» между узбеками и казахами невозможно. Из-за длительного периода сосуществования двух народов, многие узбекские и казахские рода являются родственными.
Конфликтный потенциал между узбеками и казахами является очень низким. Отдельные факты ущемления прав и интересов казахов в Узбекистане и узбеков в Казахстане не привели к серьёзным межэтническим конфликтам. По данным опросов (2014), только 5 % узбеков и 8 % казахов указали на наличие напряжённости между этими этносами, а уровень ожидания межэтнического конфликта среди узбеков составил всего 3 %. Важным показателем является практически нулевой уровень репатриации узбеков в Узбекистан.
В 2014 году сенатор Икрам Адырбеков сообщил о «гражданах других государств», которые распространяют сепаратистские идеи в ЮКО. Политолог Талгат Мамыраимов отметил, что заявления о распространении сепаратизма иностранцами больше относятся к гражданам России, но и среди узбекистанцев есть те, кто поддерживает сепаратистские настроения в Казахстане.
В прошлом власти страны боролись с ростом узбекского сепаратизма и изоляционизма путём назначения русских на руководящие должности в районах, но в последнее время эти посты стали занимать представители титульной нации. Хотя акимом практически полностью населённого узбеками села Сайрам является узбек, участковыми полицейскими и сотрудниками налоговых служб работают казахи, что служит защитой от сепаратизма, ведь село и столицу Узбекистана разделяют всего 100 км.

### Региональный сепаратизм

Расселение жузов в начале XX века:
Старший жуз
Средний жуз
Младший жуз

Потенциальным источником сепаратистских настроений и дестабилизации в Казахстане является не только этнический фактор, но и региональная экономическая диспропорция. Наиболее отчётливо это проявляется в Западном Казахстане — нефтяном крае, приносящем существенные доходы в казну страны, оставаясь при этом отсталым регионом. Жители западных регионов недовольны несоответствием стратегической роли региона, который обеспечивает экономическую стабильность страны, его месту в социально-политических приоритетах внутренней политики Казахстана. Кроме того, как и в остальных странах Средней Азии, борьба за территориальную автономию вызвана тем, что в Казахстане имеет место клановый подход к формированию властных структур, вследствие чего возникает засилье представителей определённых регионов, что не нравится жителям других частей страны.
Запад Казахстана издавна является регионом расселения казахов Младшего жуза, одним из крупных и влиятельных родов которого являются адайцы. В советский период в руководстве Казахской ССР соблюдался баланс сил между жузами: первым секретарём ЦК КПК был представитель Старшего жуза, председателем Совета министров — представитель Среднего жуза, председателем Президиума Верховного совета — представитель Младшего жуза (формула 1 — 1 — 1). Ныне же члены Старшего жуза занимают посты президента, премьер-министра и председателя Мажилиса, а Среднему и Младшему жузу достались посты председателя Сената и госсекретаря соответственно. Причём должность госсекретаря носит номинально-декоративный характер. Анализируя современную правящую элиту Казахстана становится ясно, что представители Среднего и Младшего жузов вместе взятые в количественном отношении сильно уступают одному Старшему жузу, который, несмотря на название, является самым малочисленным из жузов. В последнее время членов прикаспийских кланов стали вытеснять и с руководящих постов и в родных областях. Например, руководителем олицетворяющей «запад» страны Мангистауской области является алма-атинец Алик Айдарбаев, акимом Актюбинской области в 2015 году стал кызылординец Бердыбек Сапарбаев.
Не всё благополучно и с простым населением региона. При низком уровне жизни областные центры Актау и Атырау относятся к числу самых «дорогих» городов Казахстана. Несмотря на то, что Западный Казахстан обеспечивает более трети ВВП страны, на астанинцев тратится в шесть раз больше дотационных средств из республиканского бюджета, чем на жителя Мангышлака. Получается, что сидящие на нефтегазовых богатствах коренные жители получают лишь крохи из бюджета. Помимо этого, сохраняется высокий уровень безработицы в регионе, существует недостаток питьевой воды.
Жители Мангистауской области, обладающие особой ментальностью, идентифицируют себя в первую очередь как адайцев, а не казахстанцев. Согласно исследованиям центра социальных и политических исследований «Стратегия», проведённых в 2007 году, мононациональная Мангистауская область «с сильной родовой традицией и развитым чувством национального самосознания может стать площадкой, полигоном для внедрения и апробирования различных национал-идеологических технологий, направленных как на повышение уровня патриотизма, так и на разжигание межнациональных конфликтов». Кроме того, в отличие от других регионов Казахстана, на западе страны большой популярностью пользуется салафизм.
Активным сторонником идеи о том, что запад страны может отколоться от остального Казахстана, является председатель «Союза мусульман Казахстана» Мурат Телибеков, впервые высказавший это мнение в 2009 году. Это было ещё до событий в Жанаозене, где некоторые бастующие нефтяники озвучили желание отделиться от Астаны. Многие эксперты, признавая тенденции к росту сепаратистских настроений, считают идею о создании отдельного государства в Западном Казахстане (условно называемого в прессе Адайстаном) фактически нереализуемой. Причиной этому является неспособность региона обеспечить себя продовольствием и малочисленность населения, которое не сможет полноценно противостоять остальному Казахстану. Впрочем, если в правящей элите страны произойдёт раскол, возникновение отдельного государства вполне возможно. Такое имело место в прошлом, когда лишившиеся явного лидера казахи распадались на отдельные ханства.
Некоторые казахстанские эксперты (политологи Айдос Сарым, Талгат Мамыраимов, Рустем Кадыржанов и Расул Жумалы, директор Института национальных исследований Бурихан Нурмухамедов) склонны считать проблему казахского сепаратизма не только на западе страны, но и в других частях Казахстана надуманной.
| Область                       | место рождения главы региона  | место рождения главы областного центра | место рождения верховного имама региона |
| ----------------------------- | ----------------------------- | -------------------------------------- | --------------------------------------- |
| Актюбинская область           | Кызылординская область        | Актюбинская область                    | Южно-Казахстанская область              |
| Атырауская область            | Западно-Казахстанская область | Атырауская область                     | Южно-Казахстанская область              |
| Мангистауская область         | Алматинская область           | Атырауская область                     | Южно-Казахстанская область              |
| Западно-Казахстанская область | Актюбинская область           | Южно-Казахстанская область             | Западно-Казахстанская область           |

### Ответственность за сепаратизм
До 2014 года Уголовным кодексом Республики Казахстан (статья 170) была предусмотрена ответственность лишь за призывы к «насильственному нарушению единства территории Республики Казахстан». Такие действия могли привести к штрафу в размере от 300 до 1000 месячных расчётных показателей (МРП) или лишению свободы сроком от 3 до 7 лет. Эти же действия, совершённые с использованием СМИ или в составе группы, наказывались штрафом от 1 тыс. до 5 тыс. МРП или лишением свободы от 3 до 7 лет.
В новый Уголовный кодекс была введена статья «Сепаратистская деятельность» (статья 180), согласно которой «пропаганда или публичные призывы к нарушению унитарности и целостности Республики Казахстан, неприкосновенности и неотчуждаемости её территории либо дезинтеграции государства, а равно изготовление, хранение с целью распространения или распространение материалов такого содержания» наказывается штрафом в размере от 1 тыс. до 5 тыс. МРП либо ограничением свободы до 7 лет, либо лишением свободы на тот же срок. Эти же действия, совершённые «с использованием своего служебного положения либо лидером общественного объединения, либо с использованием СМИ или информационно-коммуникационных сетей, либо группой лиц или группой лиц по предварительному сговору», подлежали наказанию лишением свободы на 5—10 лет. Если преступник перейдёт от призывов к действиям с целью «нарушения унитарности и целостности Республики Казахстан, неприкосновенности и неотчуждаемости её территории либо дезинтеграции государства», то может лишиться свободы на срок от 10 до 15 лет.